# ディシンゲン
ディシンゲン (ドイツ語: Dischingen) は、ドイツ連邦共和国バーデン＝ヴュルテンベルク州シュトゥットガルト行政管区のハイデンハイム郡に属す町村（以下、本項では便宜上「町」と記述する）である。この町は州認定の保養地である。オストヴュルテンベルク地方に含まれ、バーデン＝ヴュルテンベルク州で最も東に位置する町である。

## 地理

### 位置
この町は、州の最東部、シュヴェービシェ・アルプの北東張り出し部の高地であるヘルツフェルトに位置している。町域を北から南にドナウ川の支流であるエガウ川が流れている。町名の由来となった地区もこの川沿いにある。町内の最高地点は、町域の西端にあたるオールベルクで海抜約 628 m、最低地点は、エガウ川がツィールトハイム方面に流れ出る地点で海抜約 455 m である。町内の水はいずれもこの川に排水されているが、支流の小川の中には、町域を出てからエガウ川に合流するものもある。

### 隣接する市町村
ディシンゲンは、西はナットハイム（ハイデンハイム郡）、北はネーレスハイム（オストアルプ郡）と境を接する。両者はともにバーデン＝ヴュルテンベルク州の市町村である。これ以外の隣接する市町村はいずれもバイエルン州の市町村である。北東のフォルハイムと東のアーメルディンゲンはドナウ＝リース郡の一部である。南東のフィニンゲン、南のメディンゲンとツィールトハイム、南西のバッハハーゲルとツェシンゲンはディリンゲン・アン・デア・ドナウ郡に含まれる。

### 自治体の構成
自治体ディシンゲンには、バルメルツホーフェン地区（居住区 II）、デミンゲン地区（居住区 III）、ディシンゲン地区（居住区 I）、ドゥンステルキンゲン地区（居住区 IV）、エクリンゲン地区（居住区 V）、フリッキンゲン地区（居住区 VI）、トルーゲンホーフェン地区（居住区 VII）が含まれる。これらは合併前の独立していた旧町村に相当する。地区名の正式な表記は、まず町名を書き、ハイフンでつないで地区名を書く。地区 (Ortsteile) は同時に居住区 (Wohnbezirke) である。ディシンゲン地区を除く各地区は、バーデン＝ヴュルテンベルク州自治体法上の Ortsteile であり地区議会 (Ortschaftsrat) と地区長 (Ortsvorsteher) を有している。Unechte Teilortswahl という選挙方式を適用するため、バルメルツホーフェン地区を除き各地区（居住区）内はさらに小居住区に分割される。デミンゲン地区はデミンゲン居住区とヴァーゲンホーフェン居住区、ドゥンステルキンゲン地区はドゥンステルキンゲン居住区とホーフェン居住区、エクリンゲン地区はエクリンゲン居住区とオスターホーフェン居住区、フリッキンゲン地区はフリッキンゲン居住区、カッツェンシュタイン居住区、イゲンハウゼン居住区、トルーゲンホーフェン地区はトルーゲンホーフェン居住区とシュロス・タクシス居住区からなる。
ディシンゲン町内には17の Dorf（村落）、Weiler（小集落）、Hof（農場集落）、Haus（1-2軒の孤立した集落）がある。

### 土地利用
| 用途                 | 面積 (ha) | 占有率 (%) |
| -------------------- | --------- | ---------- |
| 森林                 | 2,829     | 36.2       |
| 農業用地             | 4,055     | 51.9       |
| 水域                 | 52        | 0.7        |
| レクリエーション用地 | 107       | 1.4        |
| 住宅地、空き地       | 125       | 1.6        |
| 工業・産業用地       | 57        | 0.7        |
| 交通用地             | 414       | 5.3        |
| その他               | 167       | 2.1        |
| 合計                 | 7,806     | 100.0      |

データは、バーデン＝ヴュルテンベルク州統計局の2023年現在の値による。

## 歴史

### 入植期
町の高台の森に、ハルシュタット時代のケルト人の墳墓がある。
ディシンゲン地区付近のエガウ川沿いでの最初の定住は、アレマン人の時代に遡る。彼らは、260年頃に北からローマ帝国のリーメスを突破し、ドナウ川付近にまで進出した。一部にルーン文字が刻まれたフィブラなどの出土品がこれを証明している。

### 中世
ディシンゲンは、1049年に初めて文献に記録されている。ディシンゲンは、中世にはディリンゲン伯領に属していた。ディリンゲン伯からドナウヴェルトの聖十字架修道院、ロルヒ修道院、ネーレスハイム修道院に土地が寄進された。ハインリヒ・フォン・ディシンゲンは1228年から1231年までアイヒシュテット司教を務めた。ディシンゲン貴族家の一門がディシンゲンのクノレンブルク城に住んでいた可能性がある。ディリンゲン＝ヘルフェンシュタイン家の所領は、1334年に、当時ディリンゲン家に仕えていたヒュルンハイム＝カッツェンシュタイン家に譲渡された。この頃ディリンゲンの裁判権はエッティンゲン家の代官が有していた。現在タクシス城がある場所に建っていたトルーゲンホーフェン城を拠点としていたトルーゲンホーフェン家は1339年にその所領をエッティンゲン＝ヴァラーシュタイン伯に譲った。
ヘルデーゲン2世フォン・カッツェンシュタインは、1354年にその所領をエッティンゲン家に譲ったが、1365年にディシンゲン全体を含むトルーゲンホーフェンの所領すべてを取り戻した。その1年後の1366年10月13日に皇帝カール4世からディシンゲンの市場開催権を授けられた。これに加えて、すべての司法上の権限を獲得した。
また、カール4世はマグラダのマリアの日（7月22日）に歳の市を開催する権利も与えた。この権利は、現在も毎年7月に開催されるディシンゲンの市場祭として活かされている。

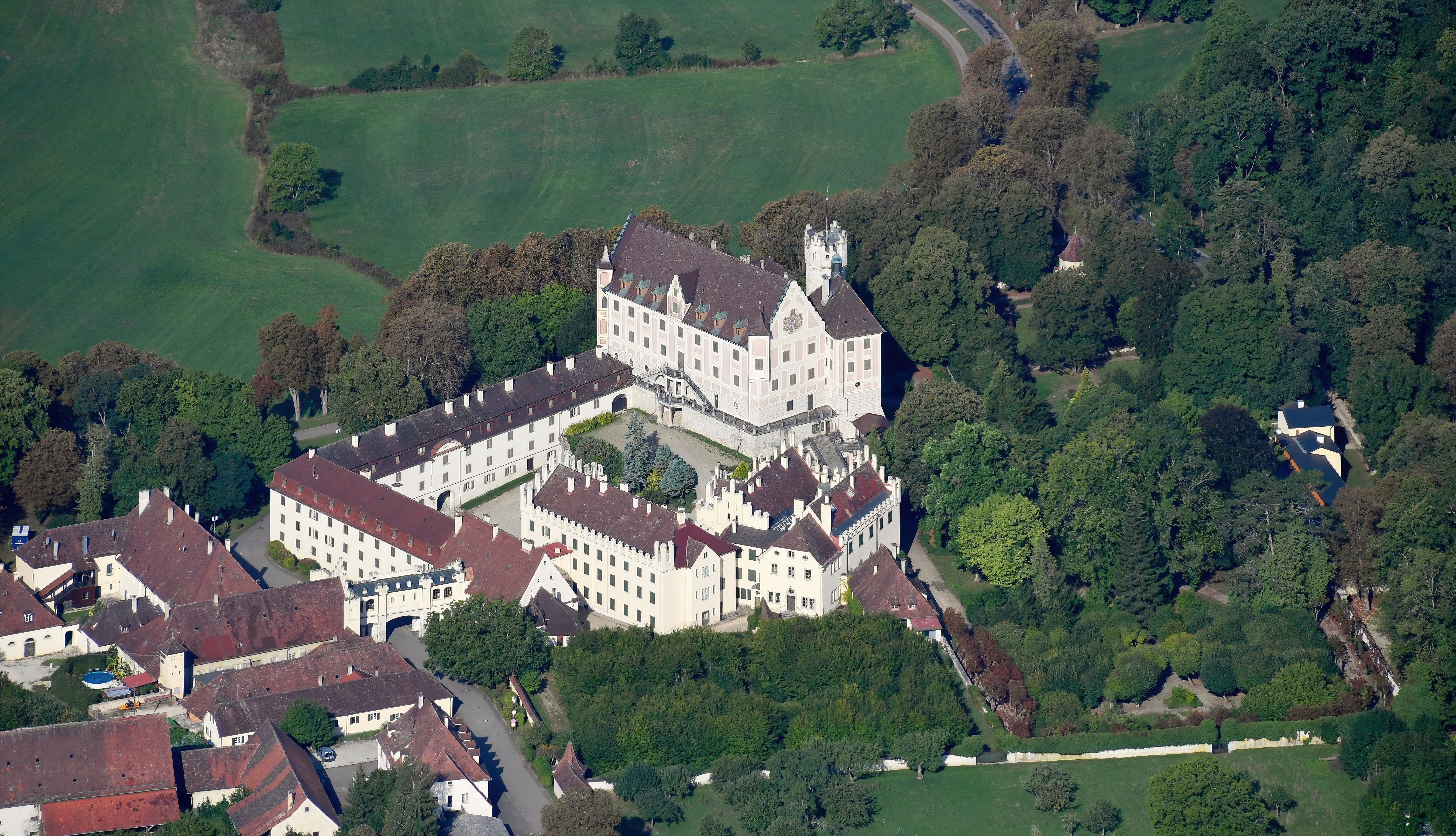
タクシス城

### 近現代
ランツフート継承戦争後、1505年にプファルツ＝ノイブルク侯領が創設され、ディシンゲンもこれに含まれた。1734年にこれをトゥルン・ウント・タクシス侯が獲得し、ディシンゲンはその支配下に入った。陪臣化に伴い、1806年にディシンゲンはバイエルン領となったが、1810年に領土交換によってヴュルテンベルク王国領となり、オーバーアムト・ネーレスハイムに組み入れられた。ナチ時代のヴュルテンベルクの郡再編により、1938年にディシンゲンはハイデンハイム郡に編入された。この町は、1945年にアメリカ占領地区の一部となり、新設されたヴュルテンベルク＝バーデン州に属すこととなった。この州は1952年に現在のバーデン＝ヴュルテンベルク州に再編された。

### 町村合併
- 1972年1月1日: トルーゲンホーフェン[5]
- 1974年1月1日: バルメルツホーフェン、デミンゲン、ドゥンステルキンゲン、エクリンゲン、フリッキンゲン[6]

## 住民

### 宗教
ディシンゲンは宗教改革の影響を受けず、ローマ＝カトリックのままであった。現在この町の教会はカトリックのロッテンブルク＝シュトゥットガルト司教区ハイデンハイム首席司祭区に属している。福音主義信者は、ハイデンハイム教会クライスのフラインハイム＝ディシンゲン教会に属している。

### 人口推移
各時点における町域内の人口推移を以下に示す。数値は、推測値、人口統計調査結果 (1)、あるいはバーデン＝ヴュルテンベルク州統計局の公式研究結果による。この町を主たる居住地とする者の人口である。
| 年              | 人口（人） |
| --------------- | ---------- |
| 1871年12月01日1 | 3,825      |
| 1880年12月01日1 | 3,773      |
| 1890年12月01日1 | 3,699      |
| 1900年12月01日1 | 3,553      |
| 1910年12月01日1 | 3,504      |
| 1925年06月16日1 | 3,489      |
| 1933年06月16日1 | 3,375      |
| 1939年05月17日1 | 3,161      |
| 1950年09月13日1 | 4,646      |
| 1961年06月06日1 | 4,215      |

| 年              | 人口（人） |
| --------------- | ---------- |
| 1970年05月27日1 | 4,504      |
| 1980年12月31日0 | 4,179      |
| 1987年05月25日1 | 4,356      |
| 1990年12月31日0 | 4,507      |
| 1995年12月31日0 | 4,708      |
| 2000年12月31日0 | 4,621      |
| 2005年12月31日0 | 4,580      |
| 2010年12月31日0 | 4,419      |
| 2015年12月31日0 | 4,352      |
| 2020年12月31日0 | 4,376      |

## 行政

### 議会
ディシンゲンの町議会議員は、Unechte Teilortswahl と呼ばれる選挙方式で選出される。この選挙方式では超過議席が生じるため、議席数は選挙結果ごとに異なる。2024年の選挙では21人の議員（2019年の選挙では19人であった）が選出された。議会はこれらの名誉職の議員と議長を務める町長で構成される。町長は議会における投票権を有している。

### 首長
この町の町長を列記する。
- 1954-1986: ヘルマン・ツァイヤー
- 1986-2006: ベルント・ヒッツラー (CDU)
- 2006-2022: アルフォンス・ヤクル (CDU)
- 2002-0000: ディルク・シャーベル

2022年9月8日からディルク・シャーベルが町長を務めている。彼は2022年7月3日の選挙で 51 % の支持票を獲得して町長に選出された。

### 紋章
図柄: 左右二分割。向かって左は赤地で、直立した金色（黄色）の鍵。鍵の歯は左（向かって右）を向いている。向かって右は金地（黄地）で上下に配置された横向きの3本の赤いナイフ。
解説: 紋章の形状から1820年頃にまで遡ると推測される紋章の印影が1930年の村長印として遺されている。この印影は、イニシャルである D の文字の下に、ディシンゲンに夏の別荘を構えていたトゥルン・ウント・タクシス家の紋章から採られたアナグマが描かれていた。配色が確定できないため、この印影は完全な意味での紋章とは言えない。3本のナイフは、1465年のメルヒオール・ティシンガーの紋章から採られたのだが、鍵の由来について確実な根拠は判明していない。
ディシンゲンは、1957年2月9日に内務省から旗と紋章の認可を得た。

### 姉妹自治体
- ミッテルヘルヴィヒスドルフ（ドイツ語版、英語版）（ドイツ、ザクセン州）

この町は1990年にザクセン州の町エッカーツベルクと姉妹自治体協定を結んだ。その後、1994年にエッカーツベルクはミッテルヘルヴィヒスドルフに合併し、姉妹自治体関係はこの町に引き継がれた。

## 経済と社会資本

### 交通

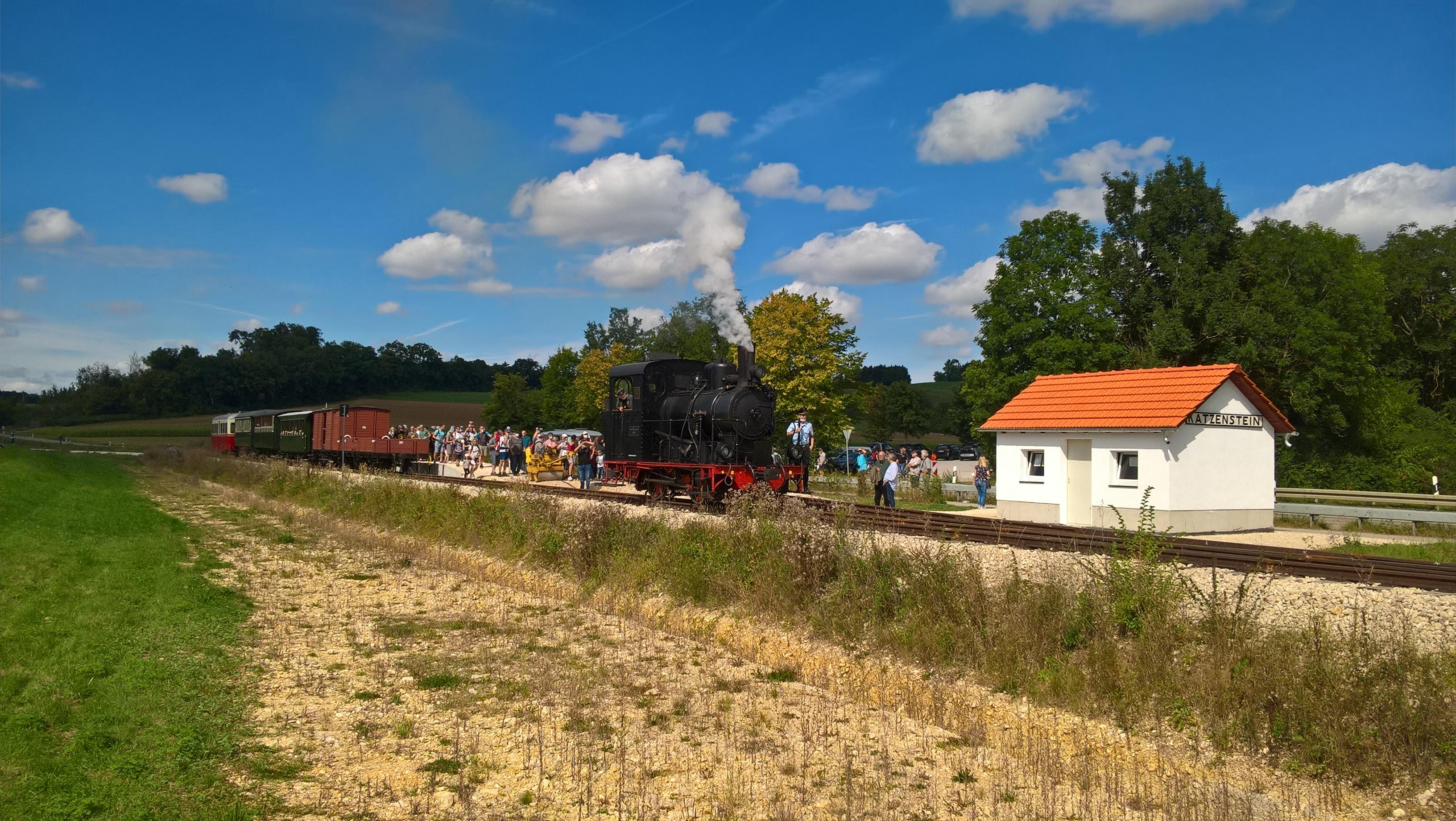
ヘルツフェルト保存鉄道カッツェンシュタイン駅

最寄りの連邦アウトバーン7号線のインターチェンジ（AS 116、ハイデンハイム・インターチェンジ）は 12 km の距離にある。

#### ヘルツフェルト保存鉄道
1901年から1972年まで、ディシンゲンはヘルツフェルト鉄道（アーレン - ディリンゲン）によって鉄道網に接続していた。イゲンハウゼン地区とカッツェンシュタイン地区には、2021年からヘルツフェルト保存鉄道の停車駅が設けられている。

#### アルプシェーファーヴェーク
遊歩道アルプシェーファーヴェークがディシンゲン町内を通っている。

### 教育
ディシンゲンには、実業課程を有する基礎課程・本課程学校エガウシューレがある。この他にデミンゲンとフリッキンゲンにそれぞれ基礎課程学校がある。幼年期の児童にはバルメルツホーフェン、デミンゲン、ディシンゲン、ドゥンステルキンゲン、エクリンゲン、フリッキンゲンにそれぞれ1園ずつ幼稚園がある。

## 文化と見どころ

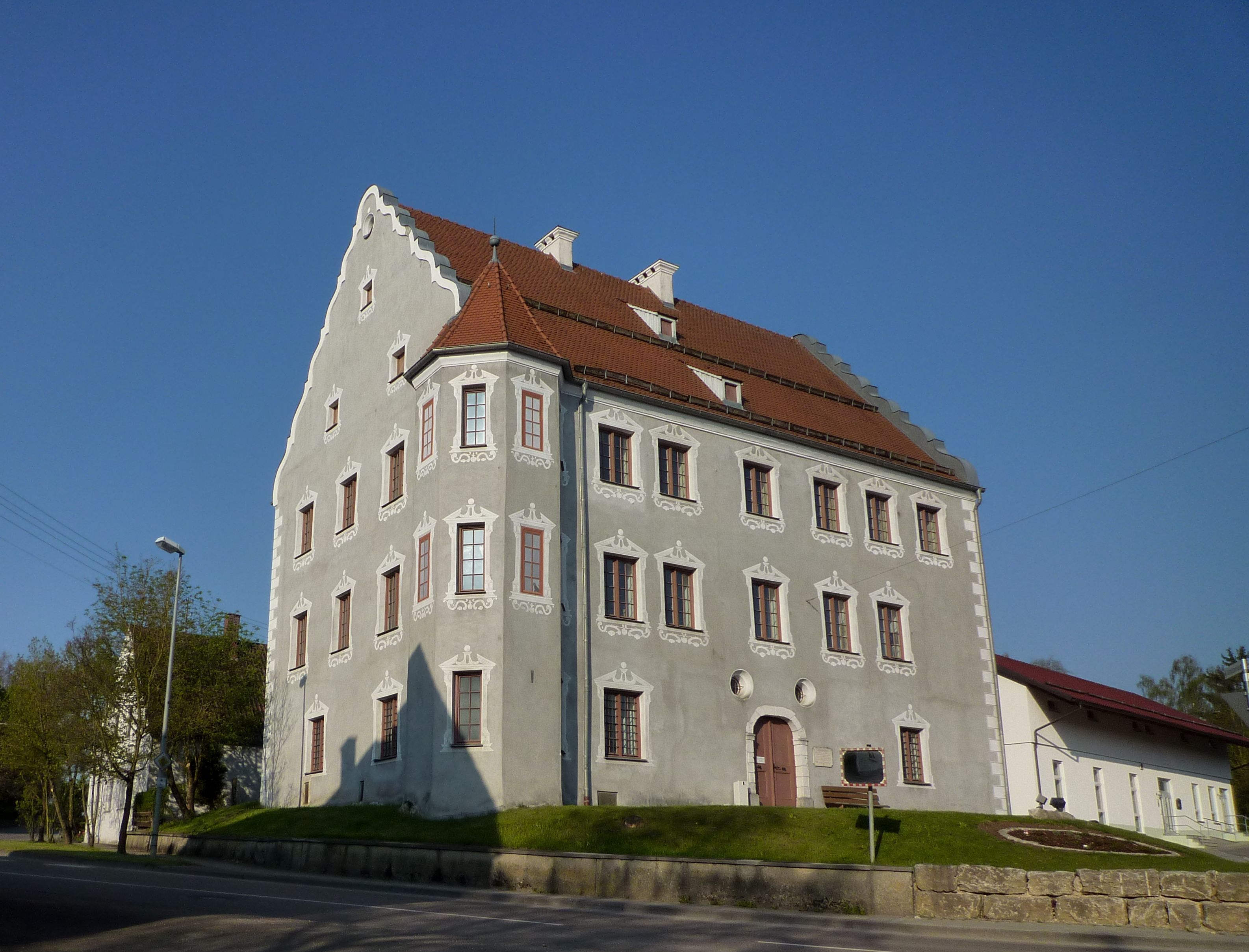
バルメルツホーフェン城

ディシンゲンは、沿道に多くの見どころがあるシュヴェービシェ・アルプ街道沿いに位置している。

### 博物館
- ディシンゲン郷土博物館
- 馬車と荷車の博物館
- 絵画ギャラリーと博物館があるバルメルツホーフェン城

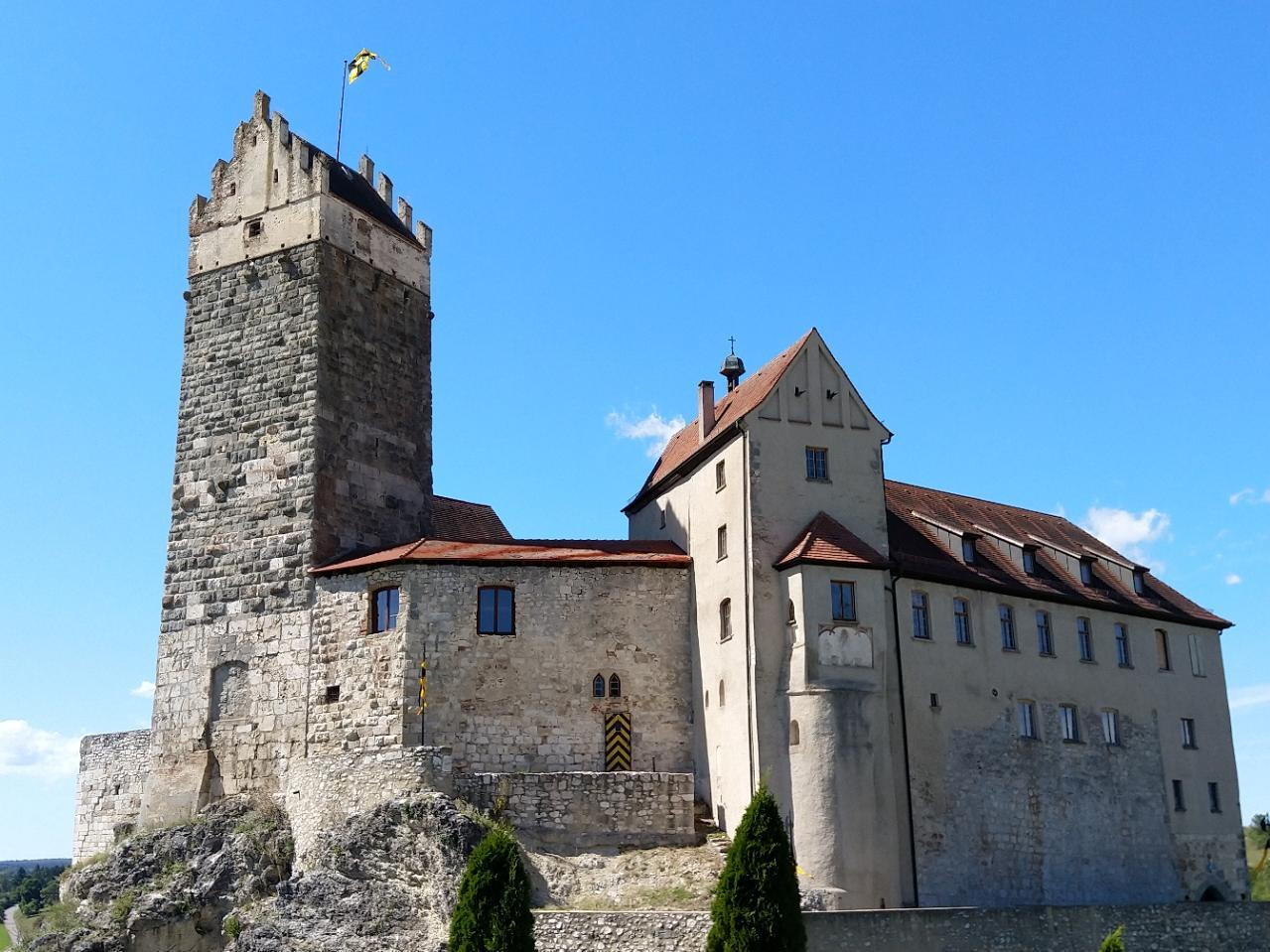
カッツェンシュタイン城

### 建築

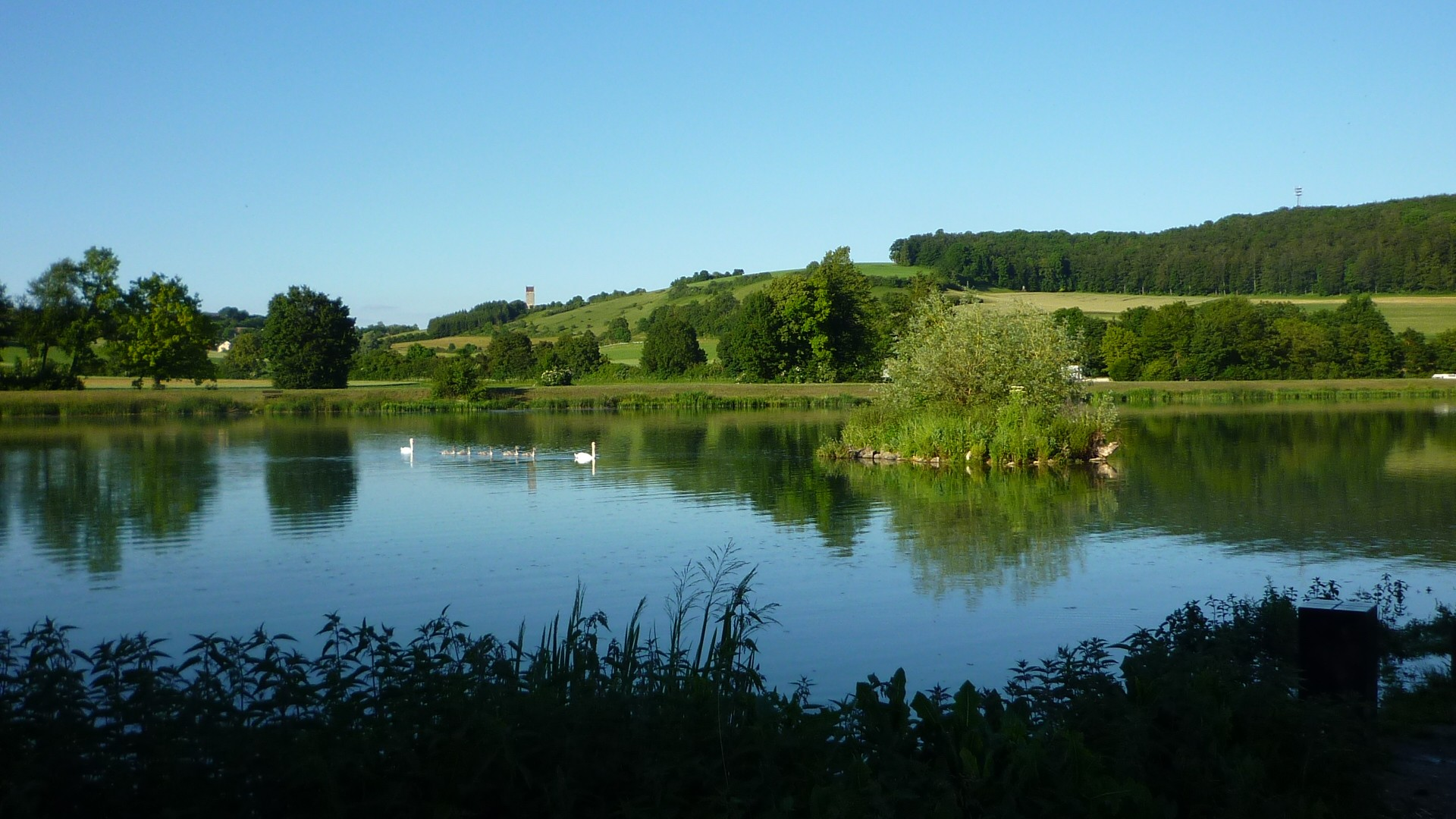
ヘルツフェルト湖

- カトリックの教区教会洗礼者聖ヨハネ教会
- 十四救難聖人礼拝堂
- イゲンハウゼンのヨハネス＝ネポムク礼拝堂
- カッツェンシュタイン城。南ドイツに現存するシュタウフェン家の城で最も古いものの1つ。
- 保護文化財に指定されている旧邦有営林署。1773年建造。かつてはディシンゲン牢獄など政治目的に利用された。
- ホーホシュタット農場
- タクシス城とイギリス式の森
- ドゥッテンシュタイン城周辺の鳥獣園
- 保護文化財に指定されている旧ディシンゲン駅舎

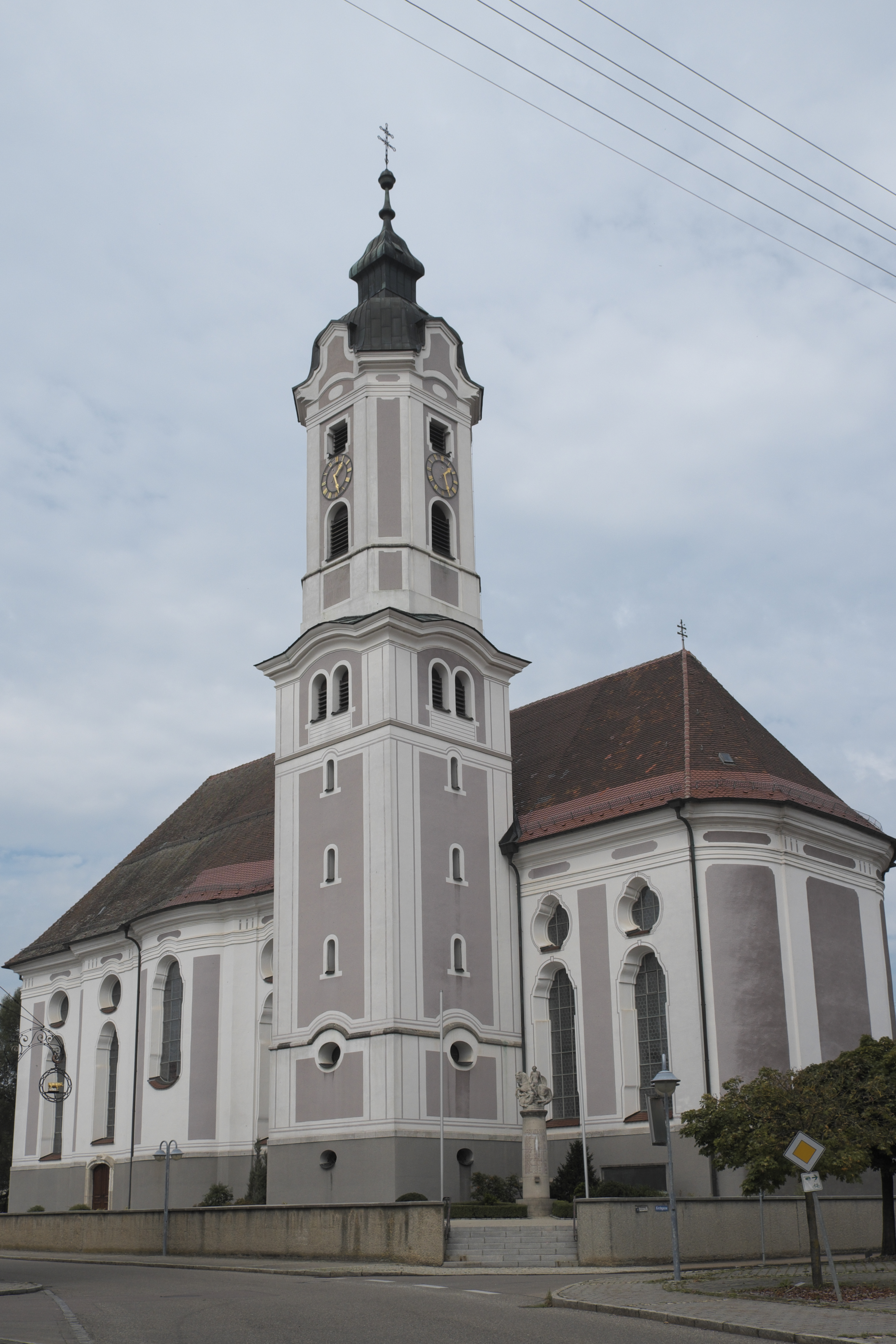
洗礼者聖ヨハネ教会
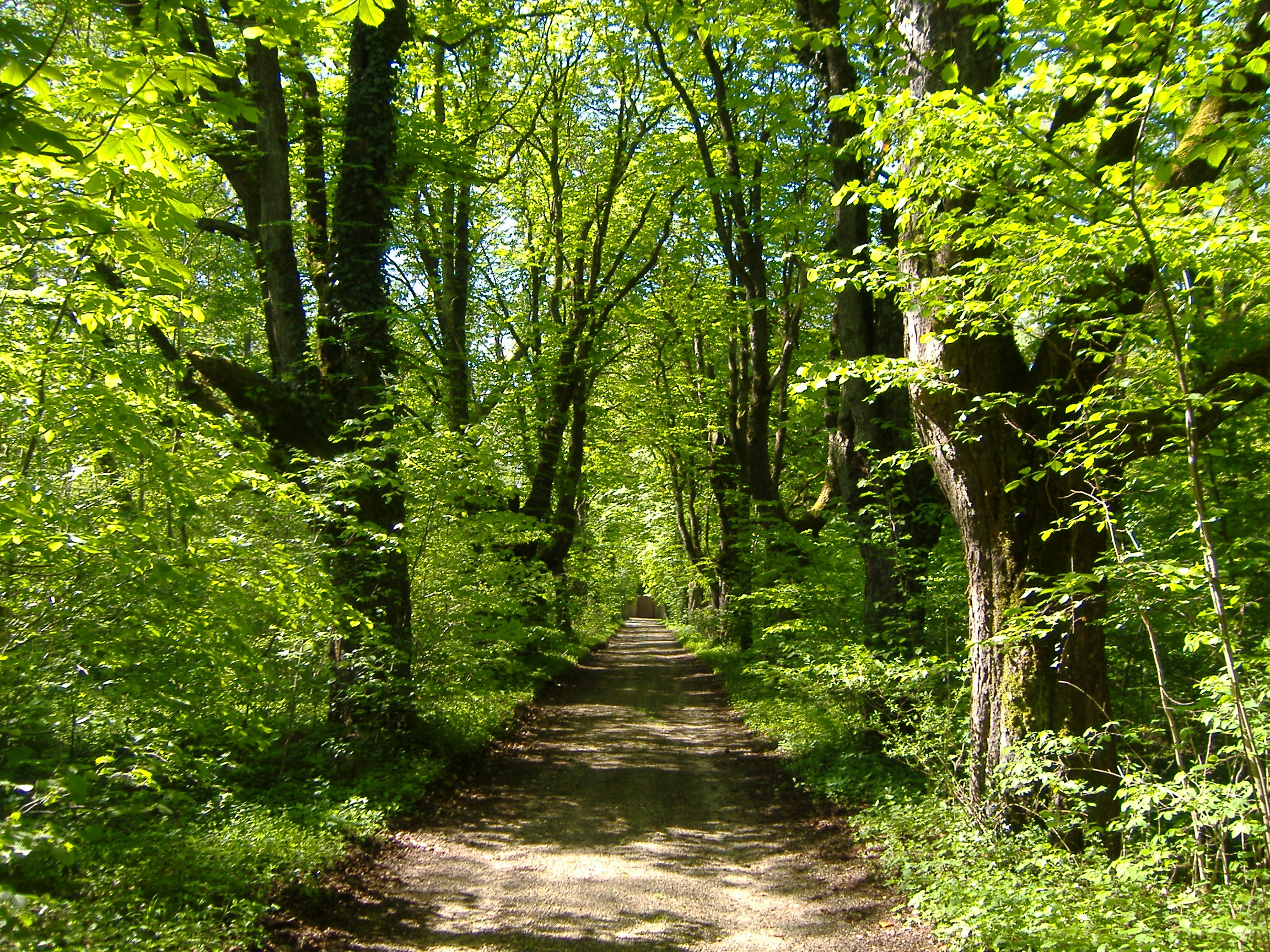
タクシス城のイギリス式の森
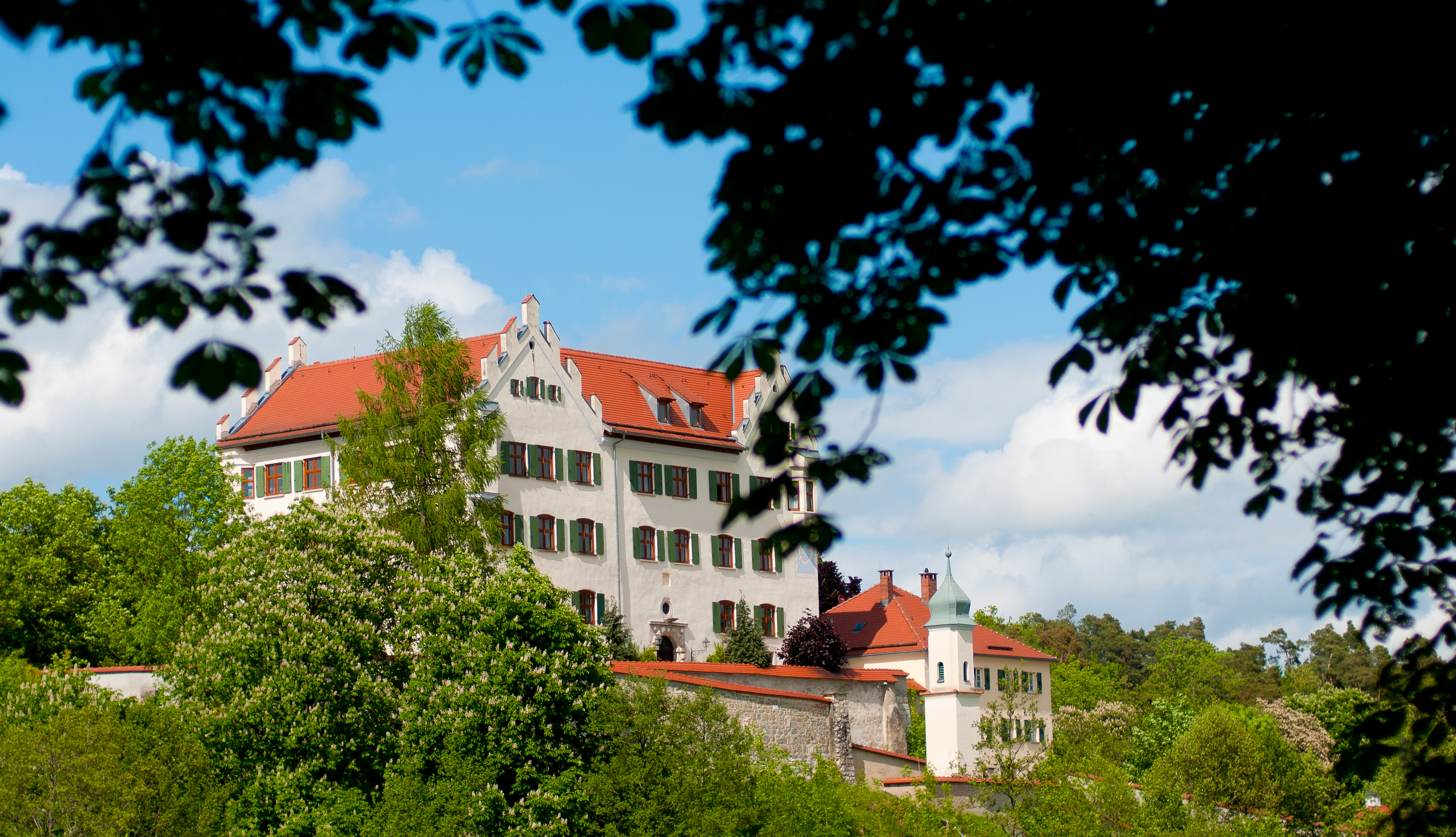
ドゥッテンシュタイン城
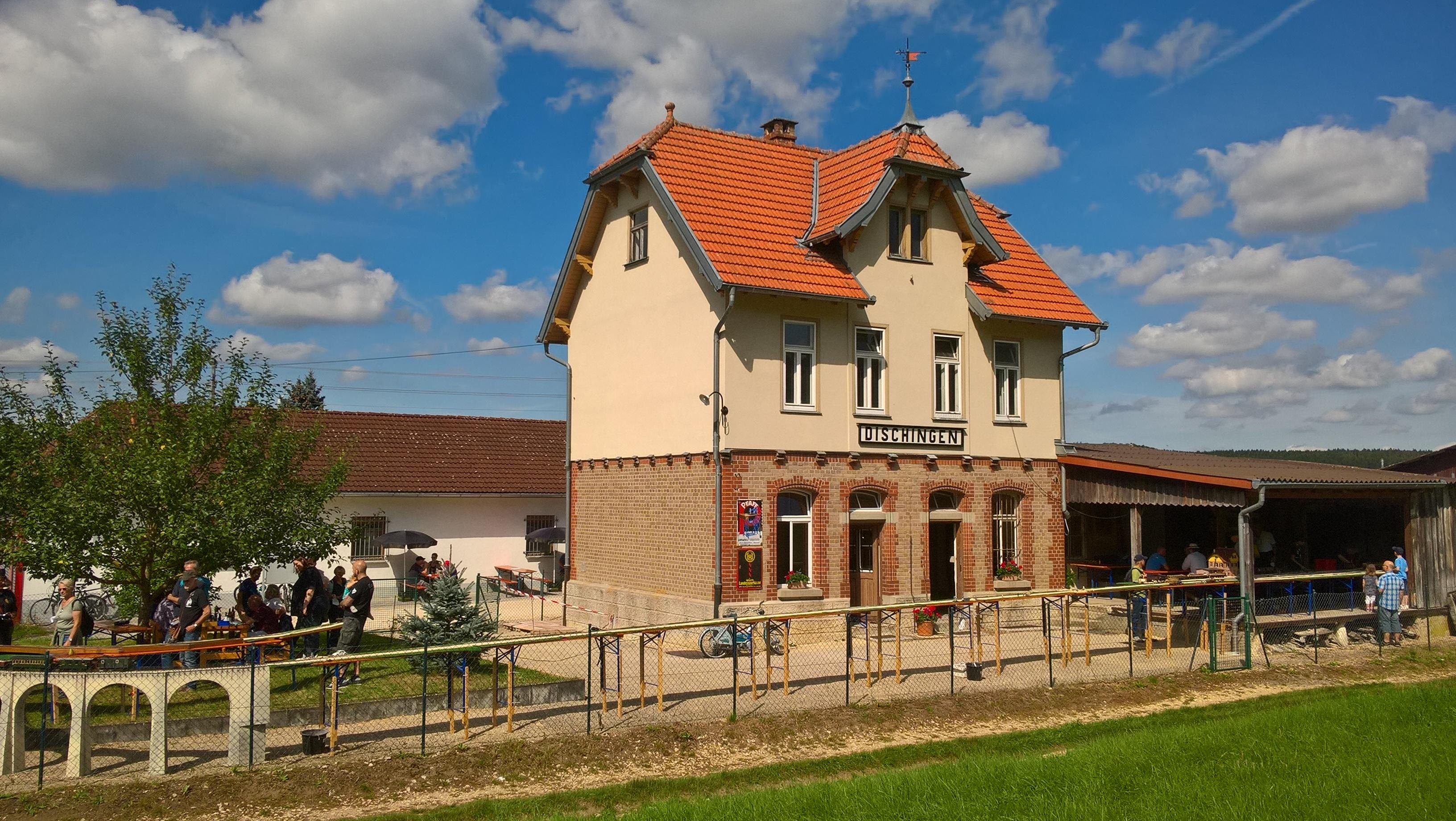
旧ディシンゲン駅舎

### 自然文化財
- アイスビュール。かつてのケルト人集落。
- ディシンゲン周辺の岩石群。これらの荒々しい岩石の特殊な点は、ネルトリンガー・リースの形成によって、約 20 km もの距離を飛んで、ディシンゲン周辺に落下した点にある。
- ヘルツフェルト湖
- ツヴィング自然保護区（2022年からヨーロッパバイソンの定住がなされている）[14]

## 人物

### 出身者
- マクシミリアン・フォン・ヴュルテンベルク（ドイツ語版、英語版）（1828年 - 1888年）ヴュルテンベルク公。トルゲンホーフェンで生まれた。

## 関連図書
- Karl Eduard Paulus, ed (1872). “Dischingen [und früher selbständige Ortsteile]”. Beschreibung des Oberamts Neresheim. Die Württembergischen Oberamtsbeschreibungen 1824–1886. Band 54. Stuttgart: H. Lindemann. pp. 259–267